# Džerba
Džerba (arabsky جربة‎, rozšířená forma přepisu z francouzštiny také Djerba) je ostrov ve Středozemním moři, který patří Tunisku a má rozlohu 520 km². Jedná se o největší ostrov severní Afriky. Žije zde přibližně 176 tisíc obyvatel. Hlavním městem Džerby je Houmt Souk se 75 tisíci obyvateli. Je jedním z mála míst v Tunisku, kde se stále mluví berbersky.
Na ostrově se nachází mezinárodní letiště Džerba. Z pevniny je možné se na ostrov dostat trajektem nebo po nasypané hrázi dlouhé cca 7 km, která stojí na starých základech vybudovaných Kartáginci a Římany.

## Historie
Osídlení ostrova sahá až do období neolitu. V průběhu dějin se zde vystřídala řada civilizací, národů – mimo jiné Kartáginci, Řekové, Římané, Židé, Berbeři, Arabové, Francouzi. 
V roce 2023 byla část ostrova zapsána na seznam světového dědictví UNESCO pod názvem „Džerba: Svědectví o vzoru osídlení ostrovního území“. Památka UNESCO sestává z řady mešit, ale i synagogy el-Ghriba a křesťanského chrámu, několika vesnic. Důvodem zápisu na seznam UNESCO je jedinečnost místa spočívající ve svědectví vzoru osídlení, který se na ostrově Džerba vyvinul kolem 9. století n. l. uprostřed polosuchého prostředí s nedostatkem vody. Nízká hustota osídlení byla jeho klíčovou charakteristikou: zahrnovala rozdělení ostrova na drobnější celky, seskupené dohromady, které byly ekonomicky soběstačné, propojené navzájem a s náboženskými a obchodními místy ostrova prostřednictvím složité sítě silnic. Charakteristické lidské osídlení Džerby, které je výsledkem směsice environmentálních, sociokulturních a ekonomických faktorů, ukazuje, jak místní lidé přizpůsobili svůj životní styl podmínkám jejich přírodního prostředí s nedostatkem vody.
Synagoga el-Ghriba je jedna ze dvou desítek synagog, které sloužily věřícím na ostrově Džerba až do poloviny 20. století. El-Ghriba je nejznámější z nich a zároveň je nejstarší synagogou v oblasti severní Afriky. Starobylá synagoga (na Džerbě nazývaná) La ghriba (arabsky كنيس الغريبة‎) je situovaná na okraji židovské vesnice Hara Seghira (známější ovšem jako Er Riadh), jižně od hlavního města Džerby Houmt Souk. Synagoga je nejstarší v Tunisku a podle vlivné teze i v celé Africe. Je centrem židovského života na ostrově a poutním místem pro Židy z celé severní Afriky. Synagoga a přilehlé budovy byly v 19. a znovu ve 20. století rozsáhle rekonstruovány, základy a fragmenty podezdívky však mohou podle tamější legendy pocházet až ze 6. století př. n. l. Rozšířená legenda spojená s nejstarší budovou vypovídá, že v budově byl zasazen kámen či kameny, a dokonce snad i dveře z prvního jeruzalémského chrámu vystavěného Šalomounem v době jeho vlády (asi 971–931 př. n. l.). Jiná legenda hovoří o zjevení záhadná ženy, která nařídila její stavbu. Podle další pověsti v době, kdy poslední Žid opustí Djerbu, se vrátí klíče synagogy zpět do nebe. Pouť do synagogy se koná každý rok mezi Pesachem a Šavuotem a vstup je v tuto dobu obvykle povolen pouze Židům.

## Podnebí
Pro ostrov je charakteristické horké aridní podnebí, částečně i horké semiaridní podnebí (dle Köppenovy klasifikace podnebí). 
Ostrov je nadměrně slunečný (až 320 dní v roce). Léta jsou horká, s průměrnou teplotou 28 °C, a mají dlouhý dozvuk, až do října, který je stále velmi příjemný, s denními teplotami kolem 27 °C, resp. 20 °C v noci. Zimy jsou mírné, noční teploty v nejchladnější části klesají k 5 °C, denní se pohybují mezi 13–18 °C. Jara jsou prosluněná, otepluje se zlehka, denní teploty postupně stoupají nad 20 °C, a k hranici 30 °C se přibližují až v květnu či červnu. Pouze v březnu se ojediněle vyskytují horké větry jugo, vanoucí ze Sahary, přinášející písečné bouře a teploty na tuto dobu neobvyklých 35 °C.
Celé území ostrova je pokryto více než milionem datlových palem. Pěstují se zde hlavně olivy, granátová jablka, mandle, datle, opuncie a další plodiny. 

## Turismus
Džerba láká turisty svými písečnými plážemi a vlídným počasím. Je oblíbeným cílem Francouzů, Němců, Italů i Čechů. Turisticky významné je především východní a severovýchodní pobřeží v blízkosti vesnice Midoun. Turisty sem láká také fakt, že v roce 1977 byly ve městě Ajim umístěny exteriéry Mos Eisley z prvních Hvězdných válek. 
Na východním výběžku ostrova poblíž majáku na mysu Taguermes se rozkládá tzv. park Explore Djerba, který je složen ze tří částí – muzea, parku historických řemesel a výzkumné stanice na pozorování krokodýlů nilských. Údajně zde je chováno na 400 krokodýlů. 

## Galerie

Mapa ostrova
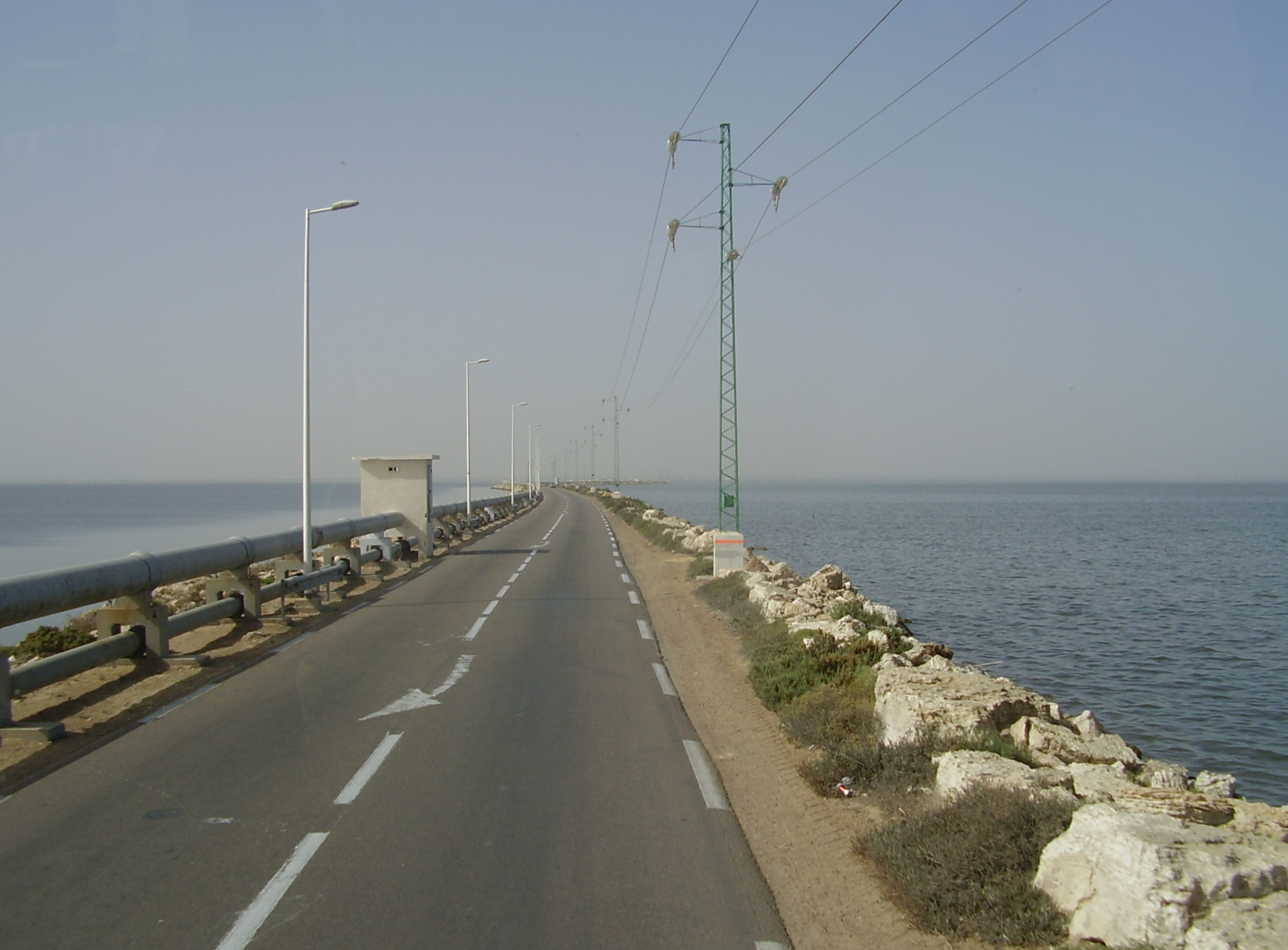
Sypaná hráz na ostrov Džerba
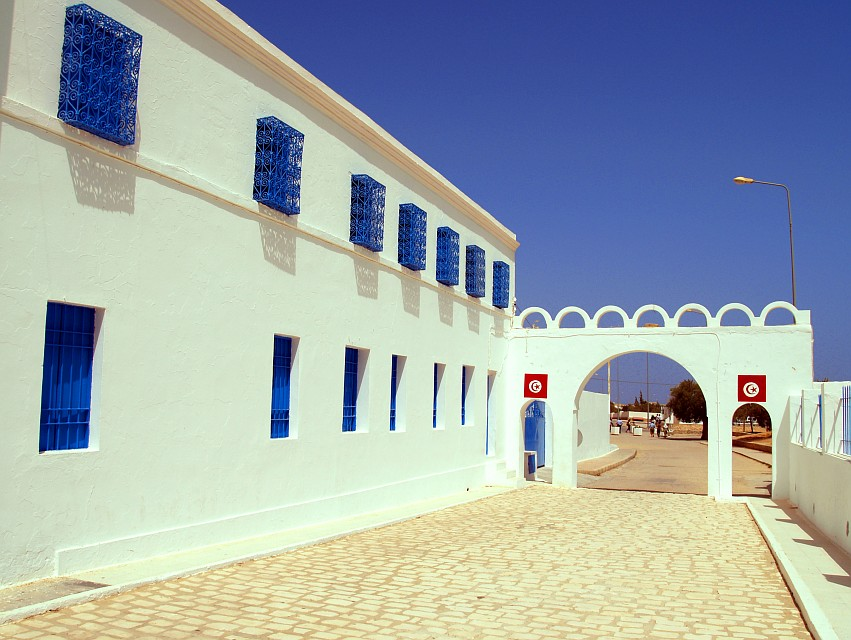
Synagoga el-Ghriba
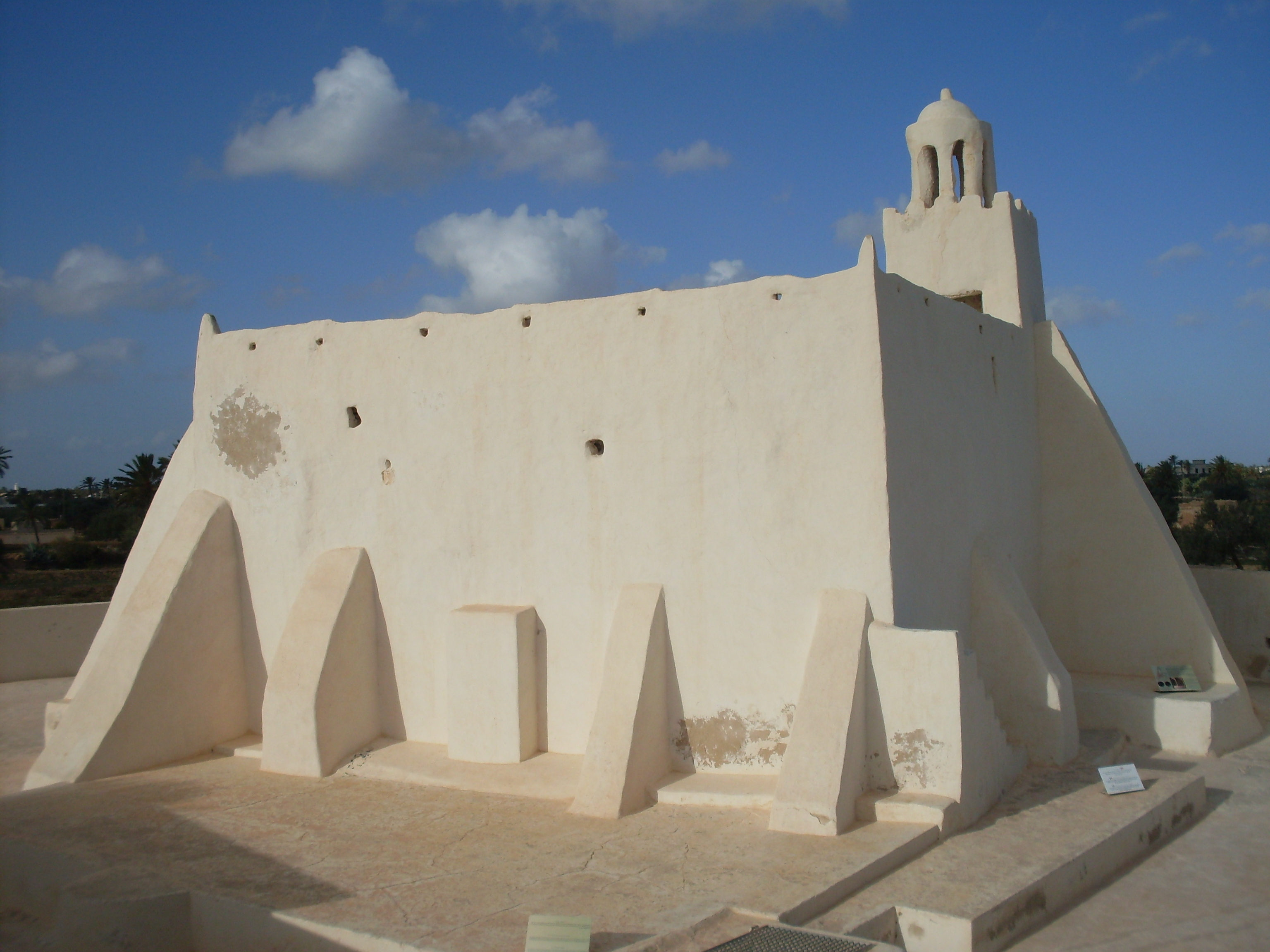
Mešita Jemaâ Fadhloun
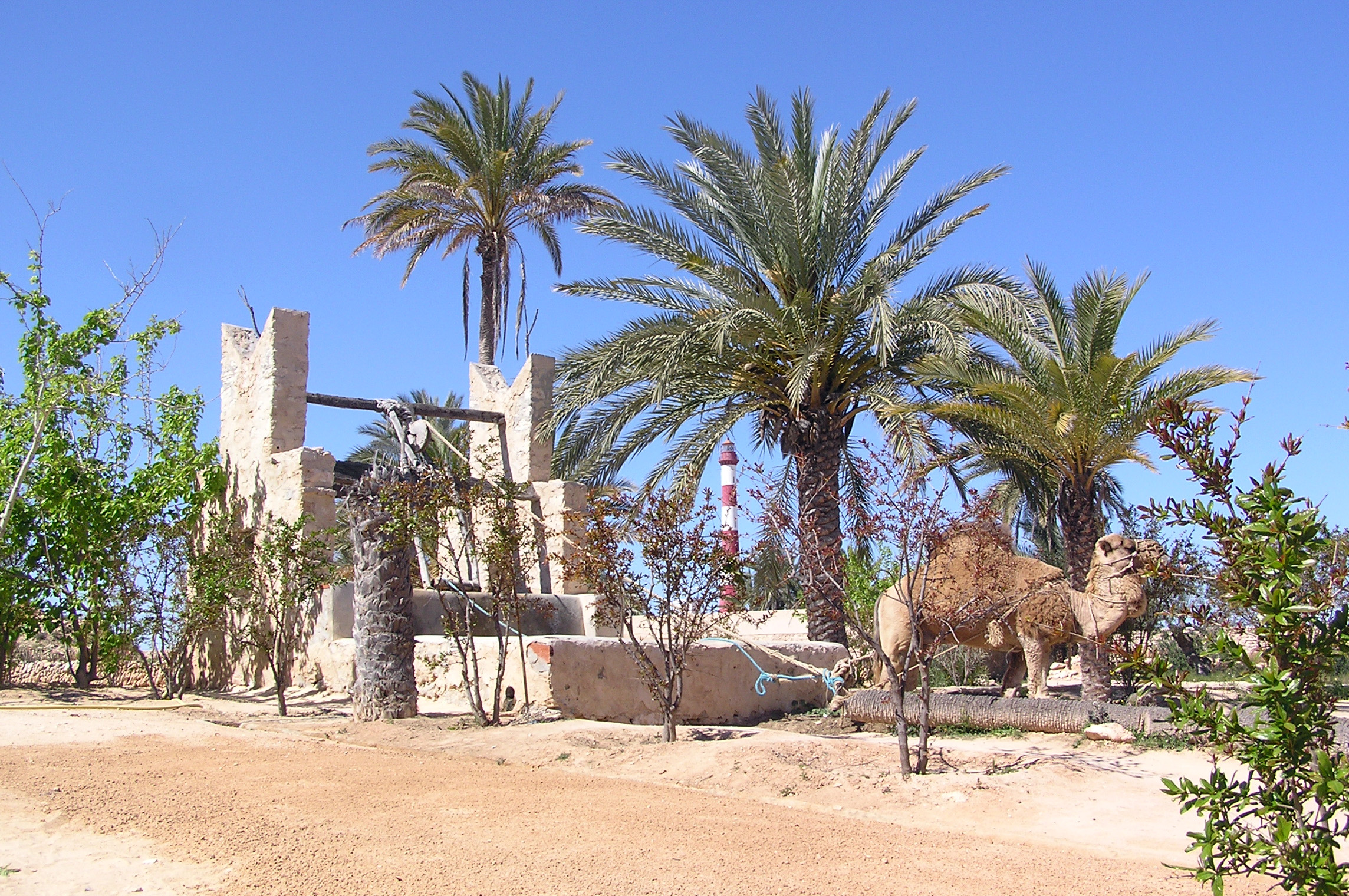
Historická studna